# Turinyphia clairi
Turinyphia clairi là một loài nhện trong họ Linyphiidae.
Loài này thuộc chi Turinyphia. Turinyphia clairi được Eugène Simon miêu tả năm 1884.